# 談洲楼燕枝 (2代目)
二代目 談洲楼 燕枝（だんしゅうろう えんし、1869年3月18日（明治2年2月25日） - 1935年7月6日）は江戸の落語家。本名∶町田 銀次郎。

## 経歴
芝仲門前の法衣屋嶋屋久兵衛の子。生家が没落し、上州前橋の親戚の家に預けられる。ある時前橋に前から知っていた噺家、遊雀と左遊の二人が興行にやって来た。仕事もなく遊んでいた銀次郎は落語好きだったため、誘われたことを良い口実に「燕雀」と勝手に名乗っていた。
後に初代快楽亭ブラックの一座で「快楽」を名乗り地方廻りをする。東京に戻ったのちに禽語楼小さんの門で柳家小山三、さらに師匠小さんが柳家禽語楼を名乗り、兄弟子の初代柳家小三治が三代目柳家小さん襲名して小三治が空いたため、二代目小三治を名乗った。
その後1897年に小燕枝、1901年2月に初代燕枝の一周忌に柳亭燕枝を襲名し、1904年12月に亭号を談洲楼と改め「二代目談洲楼燕枝」となった。
1934年3月11日に「雪の杖 道問う人に 譲りけり」と引退の句を残し日本橋俱楽部で引退興行を行なった。その後は下谷同朋町に芸者屋のご隠居の身になり隠居した。1935年7月6日、丹毒で亡くなった。

## 人物
人情噺を得意とした。落語は面白くはなかったが聞く人が聞けばまことに結構な芸だったという。
下谷西町に住んでいたことから「西町の御前」と呼ばれた。

## 家族
- 長男∶歌舞伎役者の二代目中村歌門
- 娘∶三代目中村翫右衛門の妻

## 弟子
- 六代目林家正蔵
- 四代目三升家勝次郎
- 三代目瀧川鯉かん - 四代目春風亭柳枝門下から移籍
- 五代目入船米蔵
- 三代目柳亭燕枝 - 八代目入船亭扇橋門下から移籍

ほか多数

### 移籍
- 柳亭燕雀 - 六代目春風亭柳枝門下へ移籍
- 柳亭雀枝 - 三代目柳家小さん門下へ移籍